# ازناب سفلی (هوراند)
ازناب سفلی روستایی از توابع شهرستان هوراند در استان آذربایجان شرقی ایران است. این روستا بین ۳۷۹ تا ۳۹۵ نفر جمعیت دارد.

## جمعیت
این روستا در دهستان چهاردانگه قرار دارد و براساس سرشماری مرکز آمار ایران در سال ۱۳۸۵، جمعیت آن ۳۹۵ نفر (۸۵خانوار) بوده‌است.